# Words of Truth
Words of Truth – dziesiąty album studyjny Sizzli, jamajskiego wykonawcy muzyki reggae i dancehall.
Ten dwupłytowy album został wydany 29 sierpnia 2000 roku przez nowojorską wytwórnię VP Records. Pierwszy krążek zawiera premierowe utwory Sizzli, natomiast drugi to nagranie zarejestrowane podczas koncertu muzyka w Birmingham. Produkcją całości zajął się Phillip "Fatis" Burrell. Trzon grupy akompaniującej Sizzli stanowili muzycy riddim bandu The Fire House Crew.
23 września 2000 roku album osiągnął 5. miejsce w cotygodniowym zestawieniu najlepszych albumów reggae magazynu Billboard (ogółem był notowany na liście przez 18 tygodni).

## Lista utworów

### CD 1
1. "Lift My Eyes"
2. "Enemies Are Confounded"
3. "Think Positive"
4. "Love, Love"
5. "Every Move That I Make"
6. "Attack"
7. "Words of Truth"
8. "Powers of the Earth"
9. "Them No Good"
10. "Love Ah Di Way"
11. "Uplift Your Standard"
12. "Praise"
13. "Step Up"
14. "Gimme Love"

### CD 2
1. "Praise Ye Jah"
2. "One Away"
3. "Holding Firm"
4. "Ancient Memories"
5. "Words of Devine"
6. "Dem Ah Wonder"
7. "Guide Over Us"
8. "Make Dem Secure"
9. "Babylon Ah Listen"
10. "Humble Thought"
11. "Black Woman & Child"
12. "Give Dem Ah Ride"

## Twórcy

### Muzycy
- Sizzla – wokal
- Earl "Chinna" Smith – gitara
- Ian "Beezy" Coleman – gitara
- Winston "Bo-Peep" Bowen – gitara
- Christopher Meredith – gitara basowa, instrumenty klawiszowe
- Donald "Bassie" Dennis – gitara basowa, perkusja, instrumenty klawiszowe
- Melbourne "George Dusty" Miller – perkusja
- Sly Dunbar – perkusja
- Fabian Smith – instrumenty klawiszowe
- Steven Stanley – instrumenty klawiszowe
- Paul "Wrong Move" Crossdale – instrumenty klawiszowe
- Ronald "Nambo" Robinson – puzon
- Dean Fraser – saksofon
- David Madden – trąbka
- Leba Hibbert – chórki
- Sheriba – chórki

### Personel
- Paul Daley – inżynier dźwięku, miks
- Robert Murphy – inżynier dźwięku, miks
- Garfield McDonald – inżynier dźwięku, miks
- Steven Stanley – miks
- Jea Edman – zdjęcia